# John Dunning, 1.º Barão Ashburton
John Dunning, 1.º Barão Ashburton PC (Ashburton, Devon, 18 de outubro de 1731 — Exmouth, Devon, 18 de agosto de 1783) foi um advogado e político britânico.
Foi pela primeira vez notado na política inglesa, quando escreveu uma nota em 1762 defendendo os comerciantes da Companhia Britânica das Índias Orientais contra os seus rivais holandeses. Foi membro do Parlamento a partir de 1768 em diante. Sua carreira na Câmara dos Comuns é mais conhecida por sua moção em 1780 sobre o estudo do aumento da influência da Coroa, cada vez maior, sobre os trabalhos daquela Casa e que deveria ser diminuída. Recebeu o título de Barão Ashburton em 1782.

## Juventude
John foi o filho mais novo de John Dunning de Ashburton, Devon, com sua esposa, Agnes, filha de Henry Judsham de Old Port na freguesia de Modbury, no mesmo condado; e nasceu em Ashburton em 18 de outubro de 1731. Depois de receber educação na escola primária da cidade, passou a acompanhar seu pai em suas atividades profissionais como advogado local. Foi para Londres estudar Direito, e foi admitido no Middle Temple em 8 de maio de 1752.

## Carreira jurídica
Ainda quando era estudante de Direito, Dunning se tornou muito amigo de Lloyd Kenyon e de John Horne Tooke. Após concluir seus estudos em 2 de julho de 1756, entrou para o circuito ocidental. Por vários anos, após a sua formatura, Dunning teve pouco sucesso em sua carreira. Em 1762, no entanto, John Glynn, um dos principais assessores do circuito judicial, ficou doente repentinamente, e colocou todas as suas causas nas mãos de Dunning. Em 1764 ele estava fazendo 2.000 libras esterlinas por ano, auxiliado por seu panfleto, redigido por Dunning, em nome dos diretores da Companhia Britânica das Índias Orientais. Em 1765 consolidou sua reputação jurídica por seus argumentos contra a legalidade do Mandado de Assistência no caso de Leach v. Money.
Em 1766 Dunning foi nomeado oficial de justiça de Bristol, e em 28 de janeiro de 1768, tornou-se advogado-geral na administração do Duque de Grafton, em substituição a Edward Willes, que havia sido promovido.

## Carreira política
Na eleição geral de março de 1768, por influência de Lorde Shelburne, Dunning retornou ao Parlamento como um dos membros por Calne, em Wiltshire. Embora fosse procurador-geral, ele não tomou parte no debate sobre a expulsão de John Wilkes da Câmara dos Comuns, e esteve ausente da cisão. Em 9 de janeiro de 1770 Dunning discursou a favor da alteração da petição pedindo uma investigação sobre as causas dos "descontentes infelizes que atualmente prevalecem em todas as partes dos domínios de Sua Majestade"; e alguns dias depois apresentou a sua exoneração. Em 19 de março, discursou sobre a marginalização da minoria no debate sobre a protesto público da cidade de Londres. Depois de algum atraso Edward Thurlow foi nomeado procurador-geral em 30 de março de 1770.
Em 12 de outubro de 1770 a liberdade da cidade de Londres foi votada por Dunning. No debate que teve lugar em 25 março de 1771 Dunning fez um discurso contra a moção de Welbore Ellis que mandava o vereador Richard Oliver para a Torre de Londres, no qual ele negou o direito da Câmara de interferir neste caso. Dunning se opôs à terceira leitura do projeto de lei para regular o governo da Baía de Massachusetts em 2 de maio de 1774. Na eleição geral, em outubro de 1774 foi reeleito por Calne, e continuou a opor-se à política ministerial para as colônias americanas. Em 6 de novembro de 1776, apoiou a derrotada moção do Lorde John Cavendish para a "revisão de todos os atos do parlamento pelo qual os súditos de Sua Majestade na América se julgavam prejudicados". Na sessão legislativa seguinte, Dunning continuou a se opor ao ministério, e foi fundamental na obtenção da inserção de uma cláusula no projeto de lei para a suspensão de habeas corpus, o que restringiu seu alcance.
Em 14 maio de 1778 Dunning destacou a moção de George Savile para deixar de apresentar um projeto de lei para a libertação de católicos; e foi em sua emenda que a Câmara votou por unanimidade a favor da criação de um monumento a ser erguido na Abadia de Westminster em memória do Conde de Chatham. Em 21 de fevereiro de 1780, apoiou a moção de Savile sobre a conta de pensões da Coroa; e em 6 de abril apresentou suas famosas resoluções de que "a influência da Coroa aumentou, está aumentando, e deve ser diminuída", e a de que "é apropriado para esta Câmara examinar e corrigir abusos nas despesas das receitas públicas civis, bem como em qualquer outro ramo da receita pública".
Na eleição geral em setembro de 1780 Dunning foi novamente eleito por Calne, e propôs a reeleição de Sir Fletcher Norton como presidente, mas Cornwall, o candidato ministerial, foi eleito por 203 votos contra 134. Em fevereiro de 1782 apoiou a moção de Conway contra a continuação da guerra americana, e um mês mais tarde anunciou que os preparativos foram feitos para a formação de um novo ministério. Em 27 de março de 1782 Dunning, juntamente com Lorde John Cavendish, Charles James Fox, Edmund Burke e Augustus Keppel, foi admitido no Conselho Privado, e no dia 8 de abril, recebeu o título de Barão Ashburton de Ashburton, no condado de Devon. O rei manteve Thurlow como Lord Chancellor, e Dunning foi empossado como Chanceler do Ducado de Lancaster em 17 de abril. Continuou no gabinete depois da morte de Lorde Rockingham, e foi consultado por Shelburne sobre questões legais, mas pouco se envolveu em debates na Câmara dos Lordes.

## Morte
Após a saída de Shelburne do governo, Dunning teve várias reuniões com o rei, que pediu seu conselho sobre a formação de um novo ministério. Antes do ato para a reforma da despesas do governo (22 Jorge III, c. 82) ser aprovada, uma pensão de 4 mil libras esterlinas foi concedida a Dunning. Sua saúde, no entanto, começou a se deteriorar, e ele morreu em Exmouth, Devon poucos meses após a morte de seu filho mais velho, em 18 de agosto de 1783. Foi sepultado na igreja paroquial de Ashburton, onde foi erguido um monumento à sua memória.

## Obras
Alguns historiadores creditam a Dunning a autoria de A Letter to the Proprietors of East India Stock on the subject of Lord Clive's Jaghire, occasioned by his Lordship's letter on that subject (Londres, 1764), e também de um Inquiry into the Doctrines lately promulgated concerning Juries, Libels, &c., upon the principles of the Law and the Constitution. A autoria conjunta de Letters of Junius (ou Junius: Stat nominis umbra) também foi atribuída a ele.

## Família
Dunning casou em 31 de março de 1780 com Elizabeth Baring (21 de julho de 1744 - 23 de fevereiro de 1809), filha de John Baring de Larkbear, Devon (nascido Johannes Baring e naturalizado britânico em 1723) e de sua esposa Elizabeth Vowler, irmã de Francis Baring, 1.º Baronete. Em 1805 Elizabeth construiu, com o projeto de John Nash uma casa rural villa rustica em Sandridge na freguesia de Stoke Gabriel. Com ela ele teve dois filhos:
- John Dunning (29 de outubro de 1781 – abril de 1783)
- Richard Barre Dunning (20 de setembro de 1782 – 15 de fevereiro de 1823), que sucedeu seu pai como 2.º Barão Ashburton, e em 17 de setembro de 1805 casou com Anne, filha de William Cunninghame de Lainshaw.

Com a morte do 2.º Barão, em Friar's Hall, Roxburghshire, sem deixar descendentes, em fevereiro de 1823, o título tornou-se extinto. O baronato atual de Ashburton teve início em 1835, conferido a Alexander Baring, segundo filho de Sir Francis Baring.